# São Paulo Jazz Festival
O São Paulo Jazz Festival é um projeto cultural e turístico realizado anualmente no mês de novembro, na cidade de São Paulo. O festival é diretamente inspirado nas edições de sucesso de festivais de música que acontecem anualmente há décadas em cidades da Europa e dos EUA. O São Paulo Jazz Festival vem promover o encontro de nomes nacionais e internacionais da música em grandes apresentações. 
A edição 2016 aconteceu nos dias 24, 25,26 e 27 de novembro e contou com as atrações: Daniel D’Alcantara, Hammond Grooves, Louise Wooley, Edu Ribeiro, Deep Funk Session, Dani Gurgel, Jazz100Strezz e um Tributo a John Coltrane. A edição 2017 aconteceu entre de 23 a 25 de novembro.[carece de fontes?]